# Álvaro Cabas
Alvaro Javier Cabas (Santa Marta, Magdalena, Colombia; 29 de octubre de 1995) es un futbolista colombiano. Juega de delantero y su equipo actual es el Independiente Medellín de la Categoría Primera A colombiana.

## Clubes
| Club            | País     | Año           |
| --------------- | -------- | ------------- |
| Deportes Tolima | Colombia | 2015          |
| DIM             | Colombia | 2016-presente |